# كأس العالم للكريكيت 2027
ستكون بطولة كأس العالم للكريكيت 2027، التابعة للمجلس الدولي للكريكيت، النسخة الرابعة عشرة من كأس العالم للكريكيت.